# Первомайский (Городецкий район)
Первома́йский — рабочий посёлок (посёлок городского типа) в Нижегородской области России.
Входит в Городецкий район, в составе которого представляет собой административно-территориальное образование (рабочий посёлок) и одноимённое муниципальное образование рабочий посёлок Первомайский со статусом городского поселения как единственный его населённый пункт
Расположен в 64 км к северо-западу от областного центра, в 5 км от железнодорожной станции Заволжье (конечная станция ветки от Нижнего Новгорода).

## Население
| 1970  | 1979  | 1989  | 2002  | 2008  | 2009  | 2010  |
| ----- | ----- | ----- | ----- | ----- | ----- | ----- |
| 2135  | ↘2126 | ↘1136 | ↘1105 | ↗1196 | ↗1254 | ↗1470 |
| 2011  | 2012  | 2013  | 2014  | 2015  | 2016  | 2017  |
| ↘1469 | ↗1509 | ↗1599 | ↗1642 | ↘1615 | ↘1592 | ↘1582 |
| 2018  | 2019  | 2020  | 2021  |       |       |       |
| ↘1526 | ↘1496 | ↘1465 | ↘1348 |       |       |       |

## История
Начало заселения в 1932 году. Первоначальным названием был 10-й посёлок.
Указом Президиума Верховного Совета РСФСР от 7 августа 1948 года Центральный посёлок Первомайского торфопредприятия Балахнинского района (посёлок № 10) был отнесён к категории рабочих посёлков и получил наименование Первомайский.